# Alec Ross
Alexander Ross, vanligen kallad Alec Ross och ibland Alex Ross, född 15 september 1879 i Dornoch, död 25 juni 1952 i Miami, var en skotsk golfspelare. 
Han bodde i Dornoch där han lärde sig att spela golf men liksom många av sina landsmän under den perioden tillbringade han många år som klubbprofessional i USA. Han arbetade på Brae Burn Country Club utanför Boston och han vann 1907 års US Open på St. Martins golfbana på Philadelphia Cricket Club. Han ställde upp i 17 US Open och slutade bland de tio bästa fem gånger.
Alec Ross bror, Donald, flyttade också till USA och blev en av världens mest ansedda designers av golfbanor.
| Majorsegrare genom tiderna                                                                                  |            |           |              |                  |
| 200 olika spelare har vunnit i herrarnas majortävlingar. Alec Ross var den 32:a spelaren som vann en major. |            |           |              |                  |
| 1:a | 31:a       | 32:a      | 33:e         | 200:e            |
| Willie Park Sr                                                                                              | Alex Smith | Alec Ross | Arnaud Massy | Louis Oosthuizen |
| Lista över golfens majorsegrare                                                                             |            |           |              |                  |